# دختربچه‌ها نه عروس‌ها
دختربچه‌ها نه عروس‌ها (انگلیسی: Girls Not Brides) یک سازمان مردم‌نهاد با مأموریت پایان دادن به کودک‌همسری در سراسر جهان است.[۱] این سازمان توسط ریش‌سفیدان (سازمان) ایجاد شد تا گروه‌های کوچکی از سراسر جهان را قادر سازد تا به موضوع رایج ازدواج زودهنگام رسیدگی کنند.
از سال ۲۰۱۷، بیش از ۷۰۰ سازمان از بیش از ۸۵ کشور عضو مشارکت دختران نه عروس هستند. کمتر از ۱۰ درصد از اعضای مشارکت سازمان‌های بین‌المللی هستند. شصت و سه درصد از آنها کار خود را در جوامع خود متمرکز می‌کنند.
دختربچه‌ها نه عروس‌ها تلاش کردند تا پایان دادن به ازدواج کودکان را در اهداف توسعه پایدار سازمان ملل برای سال ۲۰۳۰ لحاظ کنند.
دختربچه‌ها نه عروس‌ها در کنار دولت‌ها برای توسعه، اجرا و نظارت بر استراتژی‌هایی برای پایان دادن به ازدواج کودکان در سراسر کشور کار می‌کند. به اشتراک گذاری اطلاعات برای مبارزه بهتر با ازدواج کودکان و افزایش آگاهی عمومی در مورد ازدواج کودکان، اهداف اصلی مشارکت ملی آنها با بنگلادش، غنا، موزامبیک، هلند، نپال، اوگاندا، بریتانیا و ایالات متحده است.

## تاریخ
سازمان دختربچه‌ها نه عروس‌ها توسط ریش‌سفیدان (سازمان) در سال ۲۰۱۱ به عنوان یک همکاری برای سازمان‌ها برای همکاری با یکدیگر برای پایان دادن به ازدواج کودکان راه اندازی شد.در اکتبر ۲۰۱۳، سازمان دختربچه‌ها نه عروس‌ها به عنوان یک مؤسسه خیریه مستقل در انگلستان و ولز ثبت نام کرد.

## اهداف و استراتژی‌ها
در هدف خود برای پایان دادن به ازدواج کودکان، دختران نه عروس قصد دارند در کنار سایر سازمان‌هایی که در جهت همین هدف هستند همکاری کرده و تسهیل کنند. روش‌هایی که آنها قصد مبارزه با ازدواج کودکان را دارند بر اشتراک گذاری اطلاعات از طریق بحث و گفتگو و افزایش آگاهی در جوامع در هر سطحی (چه محلی، ملی یا بین‌المللی) متمرکز است.
دختربچه‌ها نه عروس‌ها اهداف و استراتژی‌های ۲۰۱۷–۲۰۲۰ خود را در شش دسته متمرکز کردند: دولت، جهانی، جامعه، تأمین مالی، یادگیری و مشارکت. اهداف دولت از ارتقای پیشرفت ملی به حصول اطمینان از اینکه کشورهای با شیوع بالا به‌طور همه‌جانبه ازدواج کودکان را انجام می‌دهند، تنظیم شده‌است. دختربچه‌ها نه عروس‌ها همچنین اهداف جهانی خود را از تضمین تعهدات برای رسیدگی به ازدواج کودکان به حصول اطمینان از اینکه اجرای این تعهدات توسط نهادهای بین‌المللی و منطقه ای حمایت می‌شود تغییر داده‌است. اهداف جامعه برای دختران نه عروس بر اهمیت رویکردهای جامعه محور و تأثیر سازمان‌های مبتنی بر جامعه متمرکز است. اهداف سازمان برای تأمین مالی تمایل به برجسته کردن منابع اختصاصی در بودجه و تضمین افزایش برای سازمان‌های مبتنی بر جامعه دارد. هدف نهایی دختربچه‌ها نه عروس‌ها بر یادگیری و تحقیق برای ازدواج کودکان و تأثیرات آن، به اشتراک گذاری اطلاعات و اطمینان از دریافت و استفاده از آن در تصمیم‌گیری متمرکز است.